# SSI
SSI és acrònim de l'anglès Small-Scale Integration (integració a baixa escala) i fa referència als primers circuits integrats que es van desenvolupar. Complien funcions molt bàsiques, com portes lògiques i abasten des d'uns pocs transistors fins a un centenar d'ells.
Els circuits SSI van ser crucials en els primers projectes aeroespacials, i viceversa, ja que els programes espacials com Apollo o el míssil Minuteman necessitaven dispositius digitals lleugers. El primer va motivar i guiar el desenvolupament de la tecnologia de circuits integrats, mentre que el segon va fer que es realitzés una producció massiva.
Aquests programes van comprar pràcticament la totalitat dels circuits integrats des de 1960 a 1963, i van ser els causants de la forta demanda que va originar un descens dels preus en la producció de 1.000 dòlars la unitat (en dòlars de 1960) fins a tot just 25 dòlars la unitat (en dòlars de 1963).
El següent pas en el desenvolupament dels circuits integrats, que va tenir lloc a finals dels 60, va introduir dispositius que contenien centenars de transistors en cada xip i va ser anomenat MSI: Escala de Mitja Integració (Medium-Scale Integration).